# Курицына, Татьяна Геннадьевна
Татьяна Геннадьевна Курицына (род. 3 декабря 1974) — российская футболистка, полузащитник.

## Карьера
Первым футбольным клубом была воронежская «Энергия». Проведя один матч в сезоне 1994, перешла в зеленодольскую «Сююмбике-Зилант» в первую лигу.

## Достижения
Командные
- Бронзовый призёр первой лиги: 1994

## Статистика
Клубная
| Выступление      | Выступление      | Выступление      | Чемпионат | Чемпионат | Кубок | Кубок | Итого | Итого |
| Клуб             | Лига             | Сезон            | Игры      | Голы      | Игры  | Голы  | Игры  | Голы  |
| ---------------- | ---------------- | ---------------- | --------- | --------- | ----- | ----- | ----- | ----- |
| Энергия          | высшая лига      | 1994             | 1         | 0         | 0     | 0     | 1     | 0     |
| Энергия          | Итого            | Итого            | 1         | 0         | 0     | 0     | 1     | 0     |
| Сююмбике-Зилант  | первая лига      | 1994             | 14        | 4         | 2     | 1     | 16    | 5     |
| Сююмбике-Зилант  | высшая лига      | 1995             | 22        | 0         | 1     | 0     | 23    | 0     |
| Сююмбике-Зилант  | высшая лига      | 1996             | 0         | 0         | 0     | 0     | 0     | 0     |
| Сююмбике-Зилант  | Итого            | Итого            | 36        | 4         | 3     | 1     | 39    | 5     |
| Всего за карьеру | Всего за карьеру | Всего за карьеру | 37        | 4         | 3     | 1     | 40    | 5     |

## Матчи за сборную России
| № | Дата       | Соперник         | Соревнование  | Счёт | Сыграно минут | Забито мячей | Примечания |
| - | ---------- | ---------------- | ------------- | ---- | ------------- | ------------ | ---------- |
| 1 | 11.03.1996 | Португалия       | Кубок Алгарве | 2:1  | 90            | —            | отчет      |
| 2 | 13.03.1996 | Китай            | Кубок Алгарве | 0:1  | 90            | —            | отчет      |
| 3 | 15.03.1996 | Норвегия         | Кубок Алгарве | 0:3  | 90            | —            | отчет      |
| 4 | 17.03.1996 | Исландия         | Кубок Алгарве | 1:1  | 90            | —            | отчет      |
| 5 | 05.04.1996 | Республика Корея | ТМ            | 6:2  | 90            | —            | отчет      |
| 6 | 07.04.1996 | Республика Корея | ТМ            | 2:0  | 90            | —            | отчет      |

## Примечание
1. ↑  Т.Курицына. womenfootball.ru. Архивировано 23 февраля 2015. Дата обращения: 1 апреля 2002.
2. ↑  Заявка Энергии. womenfootball.ru. Архивировано 2017-12-28. Дата обращения: 1994-04-01. {{cite news}}: Проверьте значение даты: |accessdate= (справка)
3. ↑  Заявка Сююмбике. womenfootball.ru. Архивировано 2016-03-05. Дата обращения: 1995-04-01. {{cite news}}: Проверьте значение даты: |accessdate= (справка)
4. 1 2 3 4 5 6  М.Н.Кацман, С.О.Фадеев. Краткая энциклопедия женского футбола. — Калуга: «Калуга вечерняя», 1996. — 154 с. — 1000 экз.
5. ↑  Portugal - Rússia (порт.). fpf.pt. Дата обращения: 1996-03-11. {{cite news}}: Проверьте значение даты: |accessdate= (справка)